# 戦争犯罪による受刑者の赦免に関する決議
戦争犯罪による受刑者の赦免に関する決議（せんそうはんざいによるじゅけいしゃのしゃめんにかんするけつぎ）とは、衆議院海外同胞引揚及び遺家族援護に関する調査特別委員会委員長山下春江が議案提案し、自由党・改進党・右派社会党・左派社会党・無所属倶楽部の共同提案のかたちで1953年（昭和28年）8月3日に衆議院本会議に上程され、可決された決議である。
労働者農民党のみ反対した。なお日本共産党は当時議席を失っており（第25回衆議院議員総選挙を参照）、川上貫一が小会派クラブに所属していただけであるため党として意思表明できなかったとしている。

## 経過
- 昭和28年5月29日　海外同胞引揚及び遺家族援護に関する調査特別委員会
- 昭和28年6月17日　海外同胞引揚及び遺家族援護に関する調査特別委員会
- 昭和28年6月22日　海外同胞引揚及び遺家族援護に関する調査特別委員会
- 昭和28年6月23日　海外同胞引揚及び遺家族援護に関する調査特別委員会
- 昭和28年6月24日　海外同胞引揚及び遺家族援護に関する調査特別委員会
- 昭和28年7月3日　海外同胞引揚及び遺家族援護に関する調査特別委員会
- 昭和28年7月10日　海外同胞引揚及び遺家族援護に関する調査特別委員会
- 昭和28年7月13日　内閣・厚生・海外同胞引揚及び遺家族援護に関する調査特別委員会連合審査会
- 昭和28年7月14日　海外同胞引揚及び遺家族援護に関する調査特別委員会
- 昭和28年7月14日　海外同胞引揚及び遺家族援護に関する調査特別委員会連合審査会公聴会
- 昭和28年7月20日　厚生・海外同胞引揚及び遺家族援護に関する調査特別委員会連合審査会
- 昭和28年7月28日　海外同胞引揚及び遺家族援護に関する調査特別委員会
- 昭和28年8月3日　衆議院本会議

## 背景
1952年4月に占領が終わり、日本は主権を回復する。これ以前から、海外では多数のBC級戦犯が拘束されていて、また、旧連合国側との取り決めにより、主権回復後であっても日本政府が日本国内において拘束されている戦犯も勝手に釈放することはできなかった。とりわけ、海外で拘束されているBC級戦犯の家族や関係者は多数にのぼり、その不安や困窮は甚だしく、世間の同情も大きかった。厚生省の戦犯問題を扱っていた組織「復員官署法務調査部門」は公職追放を猶予されているような旧軍人事務官らの組織であったが、彼らはこれに目を付け、日本人引揚組織や戦犯らの家族会等を動員、これらが婦人会・青年団体に働きかけて、「戦犯」とされた人たちの早期釈放を求める国民運動が、街頭や職場及び町内回覧による署名活動という形で起こされた。この運動に連動して、「戦犯の赦免勧告に関する意見書」が日本弁護士連合会の手によって政府に提出されたことなどを契機とし、日本国内において多数の署名が集まることとなった。こうした世論の高まりを受けた政府は、サンフランシスコ講和条約第11条に基づき、10月までに全戦犯の赦免・減刑の勧告を旧連合国に対し行った。なお、上記署名活動はその後もたびたび様々な形で繰り返され、複数署名した者も多く、延べ数で4千万にのぼったともいわれる。

## 戦争犯罪による受刑者の釈放等に関する決議案
1952年（昭和27年）12月9日においても、田子一民らの提案により「戦争犯罪による受刑者の釈放等に関する決議案」が衆議院で決議されている。
このとき衆議院で行われた討論では、登壇した議員らが賛成演説を行ったが、労働者農民党の館俊三のみ、本案は「サンフランシスコの単独講和の既成事実化を推し進め、これを合理化」するためのものであるとして、いまなお獄窓にある人々には真にお気の毒ではあるとしながらも強く反対するとした。